# Irisbus Citybus 12M

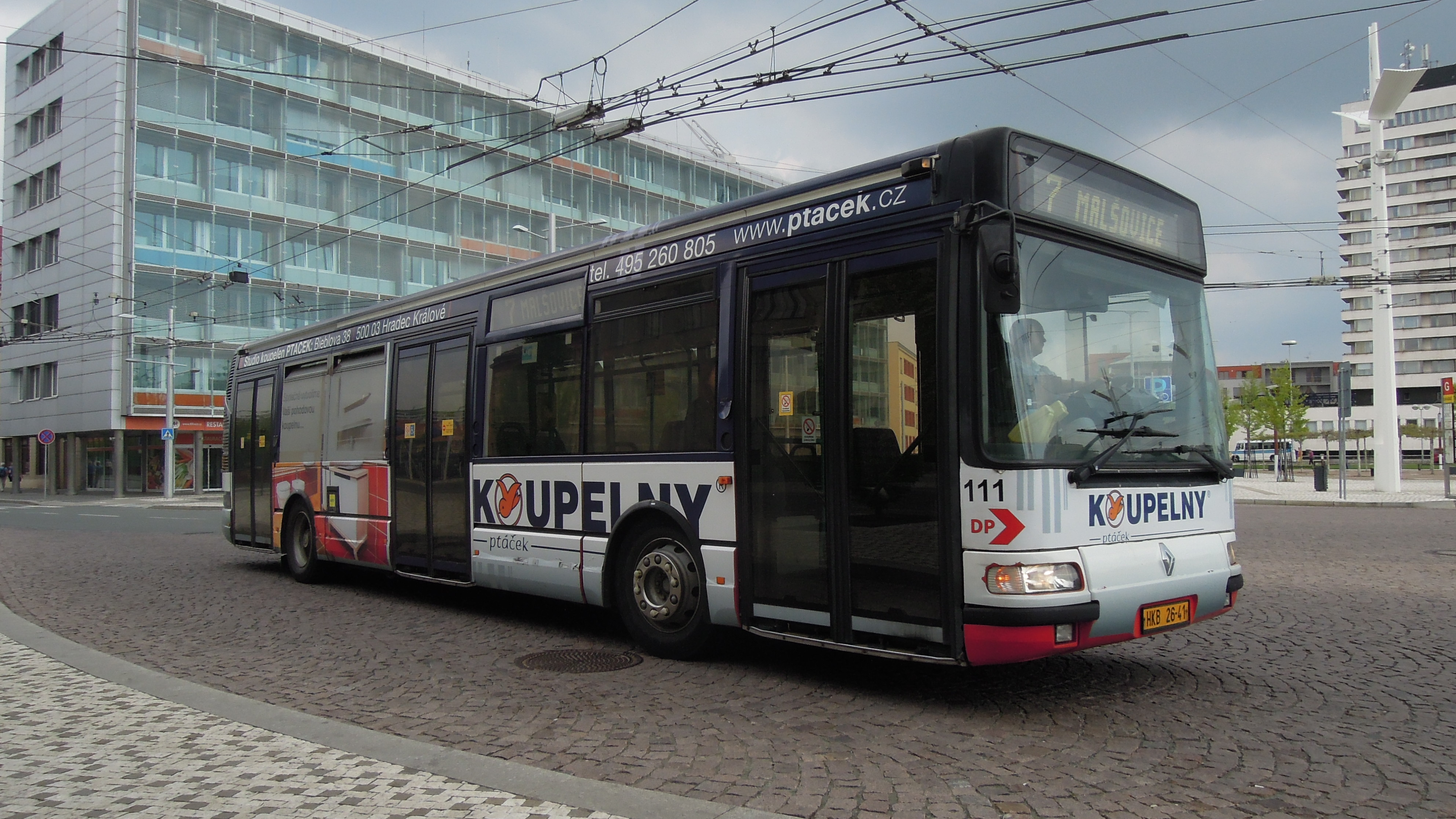
Renault Citybus v Hradci Králové

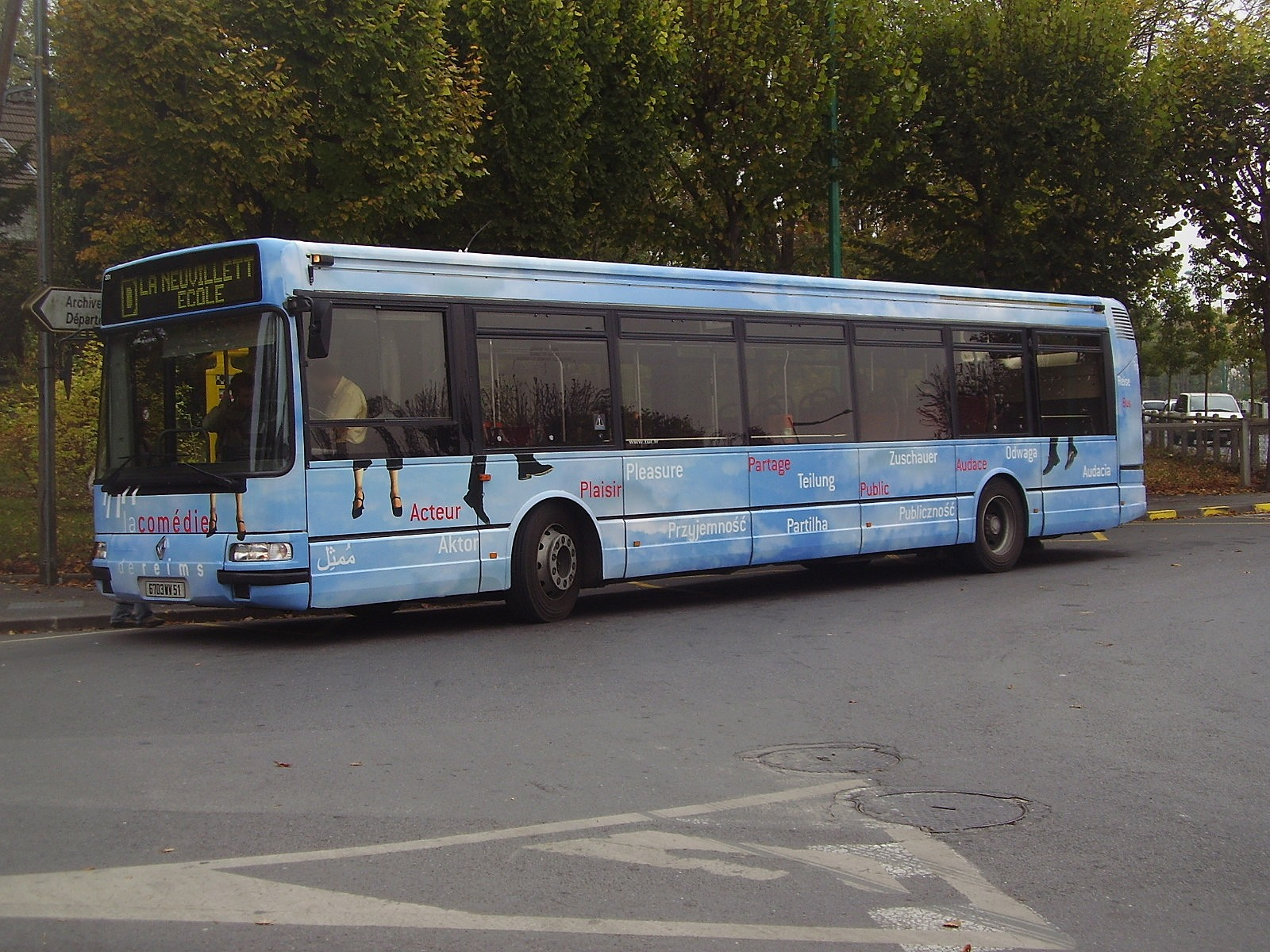
Renault Agora S ve francouzské Remeši

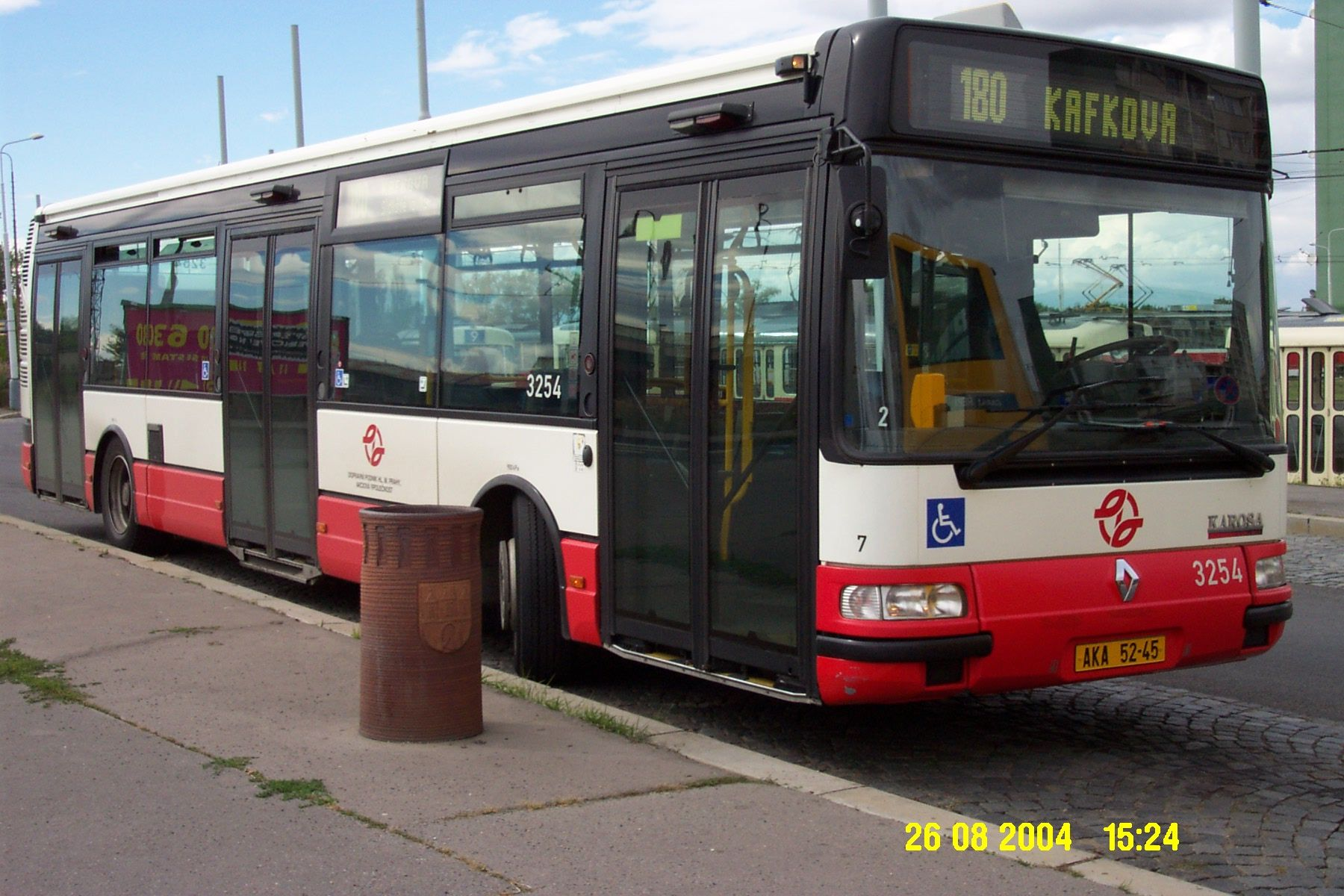
Autobus Renault Citybus 12M v Praze

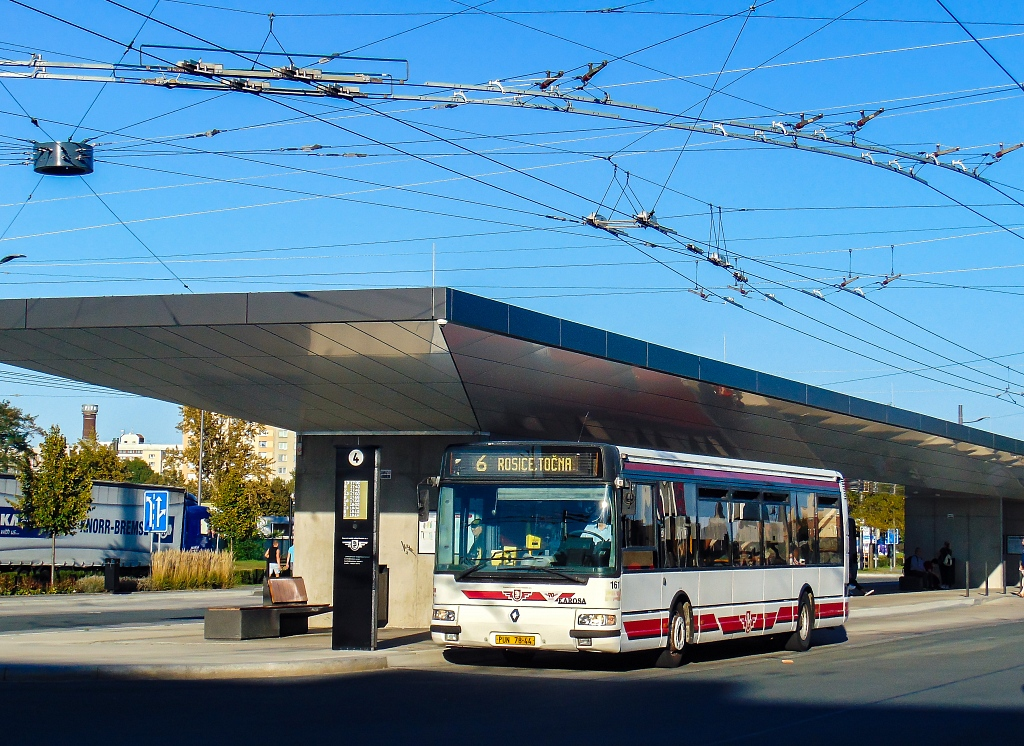
Renault Citybus 12M v Pardubicích

Irisbus Citybus 12M (v letech 1995–2001 Renault Citybus 12M, ve Francii Renault/Irisbus Agora S) je model nízkopodlažního autobusu, který vyráběla společnost Karosa Vysoké Mýto ve spolupráci s firmou Renault v rámci koncernu Irisbus. Do Česka byl vždy dovezen skelet autobusu s motorem vyrobený ve Francii, který zde byl dokončen. Důvodem bylo rozdílné clo, a tedy levnější výroba a dovoz autobusu tímto způsobem. Model byl vyráběn mezi lety 1995 a 2005 (v ČR se nachází pouze jeden vůz vyrobený v roce 1995, byl karosován španělskou firmou Hispano). Jedná se o nástupce typu Renault R 312.

## Konstrukce
Citybus je dvounápravový nízkopodlažní autobus s polosamonosnou karoserií, postavený na platformě Renault CS.S, poprvé uvedené v roce 1994. Ta byla po sešroubování do skeletu ošetřena proti korozi (od roku 2001 procházela kataforetickou lázní) a byla olakována a oplechována. Rám podvozku je vytvořen z ocelových podélníků a příček, bočnice a střecha jsou vyrobeny ze svařených tažených uzavřených profilů a oplechovány. Přední čelo vozu tvoří uzavřené profily, které jsou pokryty plechy i plasty, zadní čelo je z jednoho panelu sklolaminátu. Motor s převodovkou se nachází v mohutné zadní části autobusu. Okna vozu jsou lepená, pouze přední sklo je uchyceno v gumě. Vstup do vozu zajišťují troje dvoukřídlé skládací dveře. Prostor pro kočárek je naproti druhým dveřím, ve kterých je umístěna také výklopná plošina. Autobus bylo možné na přání vybavit tzv. kneelingem (naklopení karoserie v zastávce směrem k chodníku), díky čemuž může řidič nástupní hranu ještě více snížit. V interiéru se nachází čalouněné sedačky pro cestující. Podlaha u prvních a druhých dveří se nachází ve výši 320 mm nad vozovkou, u třetích dveří je jeden schod a podlaha ve výšce 550 mm. V roce 2001 byl vůz inovován dosazením motoru Iveco. Zároveň byl u třetích dveří odstraněn schod (nástupní výška posléze byla 320 mm) a prostor zastavěn sedadly na zvýšeném stupínku. V letech 2004 až 2005 byl zmodernizován interiér použitím nově tvarovaných přídržných tyčí a změnou barvy interiéru (původní šedé tóny nahradila světlejší béžová), snížil se také počet zářivek v salonu pro cestující, původní palubní desku z dílny Renaultu nahradila unifikovanější varianta Continental.
Vyráběna byla také verze s pohonem na stlačený zemní plyn (CNG) a kloubová varianta Irisbus Citybus 18M. Karoserie Citybusu pak posloužily Škodě Electric k výrobě prvních trolejbusů Škoda 24Tr (standardní) a Škoda 25Tr (kloubový). Po ukončení výroby ve společnosti Škoda Ostrov chtěla znojemská společnost ČAS-service, která provozovala jediný vyrobený elektrobus Škoda 21Eb, nabízet zájemcům elektrobusy s karoserií Citybus.

## Výroba a provoz
Model Citybus byl ve své době stěžejním modelem společnosti Irisbus. Byl provozován především ve Francii, v Česku a v některých velkých městech jiných států.
Český prototyp vozu Citybus 12M, který se odlišuje nejen vzhledově, byl vyroben v roce 1995, do Prahy byl dodán o rok později a jezdil zde pod evidenčním číslem 3004 do dubna 2014. V roce 1996 byla zahájena v Karose sériová výroba, která trvala až do roku 2005, kdy byl Citybus 12M nahrazen vozem Irisbus Citelis 12M. Celkem bylo včetně vozů Citybus 18M/Agora L, vozů Agora Line a trolejbusů Agora, Škoda 24Tr a Škoda 25Tr vyrobeno 11 066 kusů (z toho bylo přes 500 kusů, určených převážně pro český a slovenský trh, smontováno v Karose).
V Evropě jezdí Citybusy (resp. Agory) např. v Berlíně, Athénách a velkých francouzských městech (Saint-Étienne, Le Mans, Poitiers, Nice, Paříž, Mety, Versailles, Remeš, Orléans, Rouen, Elbeuf, Limoges, Nevers, Épinal, Châtellerault, Pau).
V Česku se Citybusy vyskytují ve Zlíně a Pardubicích. V minulosti jezdily také např. v Praze (největší provozovatel v Česku), Brně, Českých Budějovicích, Jablonci nad Nisou, Liberci, Mariánských Lázních, Hradci Králové, Ostravě, Opavě, Plzni, Ústí nad Labem nebo v Děčíně. Ve druhém desetiletí 21. století jsou však již autobusy tohoto typu vyřazovány kvůli vysokému stáří a kvůli dodávce nových vozidel.
| Dopravce                        | Počet vozů | Rok výroby | Evidenční čísla                                             | Poznámky           |
| ------------------------------- | ---------- | ---------- | ----------------------------------------------------------- | ------------------ |
| Arriva Morava                   | 9          | 1998–2002  | –                                                           |                    |
| BusLine                         | 10         | 1999–2004  | 102–104, 106–110, 9018, 9020                                |                    |
| Comett Plus (Tábor)             | 3          | 2002–2004  | 12, 19, 55                                                  |                    |
| ČAS-service (Znojmo)            | 1          | 2002       | –                                                           |                    |
| Česká správa letišť             | 4          | 1999–2001  | –                                                           |                    |
| ČSAD autobusy Plzeň             | 2          | 1999–2000  | –                                                           |                    |
| ČSAD Bus Uherské Hradiště       | 1          | 2003       | –                                                           |                    |
| ČSAD Bus Ústí nad Labem         | 1          | 2000       | 37                                                          |                    |
| ČSAD Frýdek Místek              | 3          | 2002–2003  | 510, 518, 519                                               |                    |
| ČSAD Havířov                    | 2          | 2002–2003  | 116, 128                                                    |                    |
| ČSAD Hodonín                    | 1          | 2003       | 1314                                                        |                    |
| ČSAD Karviná                    | 1          | 2002       | 303                                                         |                    |
| ČSAD MHD Kladno                 | 9          | 1999–2004  | 8745, 8774, ostatní bez ev.č.                               |                    |
| ČSAD Sttrans                    | 1          | 2004       | –                                                           |                    |
| DP Brno                         | 30         | 2002–2005  | 7601–7630                                                   |                    |
| DP České Budějovice             | 23         | 1998–2001  | 201–223                                                     |                    |
| DP Děčín                        | 7          | 2000–2002  | 186–192                                                     |                    |
| DP Hradec Králové               | 48         | 1996–2004  | 101–148                                                     |                    |
| DP Chomutov a Jirkov            | 4          | 1998–2004  | 209, 210, 235, 236                                          |                    |
| DP Karlovy Vary                 | 13         | 1999–2004  | 359, 360, 365–367, 371–373, 379–383                         |                    |
| DP Liberec                      | 30         | 2001–2003  | 351–380                                                     |                    |
| DP Opava                        | 2          | 2000       | 135, 136                                                    |                    |
| DP Ostrava                      | 13         | 1996–1999  | 7001–7013                                                   |                    |
| DP Pardubice                    | 36         | 1998–2005  | 147–182                                                     |                    |
| DP Praha                        | 321        | 1995–2004  | 3004–3027, 3029, 3032–3034, 3036–3038, 3041–3050, 3200–3478 | č. 3004 – prototyp |
| DP Ústí nad Labem               | 35         | 1997–1999  | 11–45                                                       |                    |
| DS Zlín-Otrokovice              | 16         | 1999–2001  | 656–671                                                     |                    |
| Městská doprava Mariánské Lázně | 2          | 1999, 2001 | 31, 32                                                      |                    |
| PMDP                            | 20         | 1999–2004  | 449–464, 476, 477, 486, 487                                 |                    |
| Probo Trans Beroun              | 1          | 2001       | 1328                                                        |                    |
| Technické služby Havlíčkův Brod | 2          | 2000, 2004 | 7, 8                                                        |                    |

## Historické vozy
- Ostrava (vůz ev. č. 7008)
- Praha (vůz ev. č. 3251 a ev. č. 3468)
- Technické muzeum v Brně (brněnský vůz ev. č. 7630)
- Plzeň (vůz ev. č. 462)
- Hradec Králové (vůz ev. č. 102)
- Pardubice (vůz ev. č. 149)
- soukromá osoba (ev. č. 105, ex DP Hradec Králové)
- soukromá osoba (ev. č. 3235, ex DP Praha)
- soukromá osoba (ev. č. 163, ex DP Pardubice)

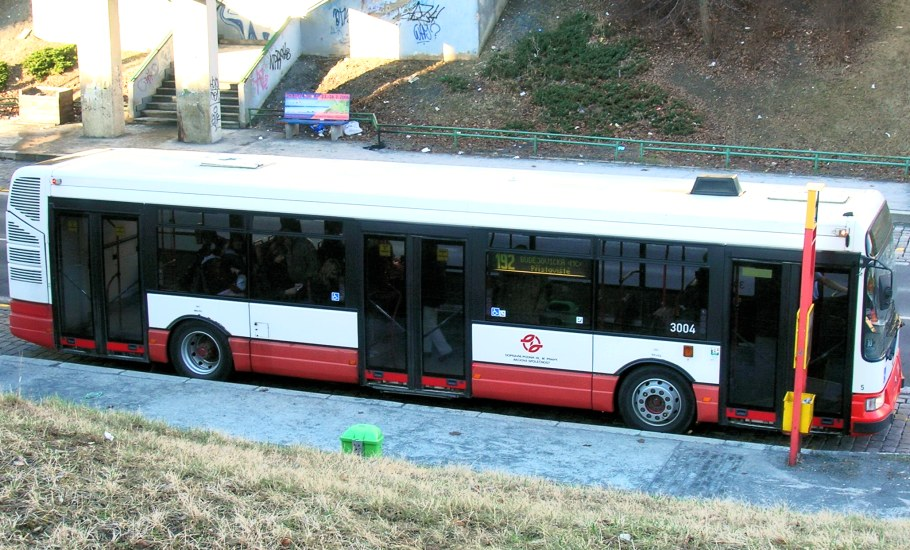
Pražský Citybus 12M ev.č. 3004 (český prototyp)

- soukromá osoba (ev. č. 164, ex DP Pardubice)
- soukromá osoba (ex DSZO)